# هرلئو
شهر هرلئو (به رومانیایی: Hârlău) در شهرستان ایاشی در کشور رومانی واقع شده‌است. جمعیت این شهر ۱۲٬۲۶۰ نفر  است.